# 赵干卿
赵干卿（1922年2月—2008年），男，山东博兴人，中华人民共和国政治人物，曾任新疆生产建设兵团政治部主任，新疆维吾尔自治区政协副主席。